# 星のカービィ プププランドの仲間たち
『星のカービィ プププランドの仲間たち』（ほしのカービィ プププランドのなかまたち）は、2003年に小学館が発行する学年別学習雑誌『小学五年生』と『小学六年生』で連載された姫野かげまる作のギャグ漫画である。
他の漫画と区別する為、「ププ仲」、「姫野カービィ」と呼ばれている。

## 概要
『小学五年生』2002年12月号で読み切りとして掲載（このときはタイトルが「星のカービィ 夢の泉デラックス」だった）。 そして『小学五年生』連載版は2003年1月号から3月号まで、『小学六年生』連載版は2003年1月号から2･3月合併号まで連載された。
この漫画では、『星のカービィ 夢の泉デラックス』や『カービィのエアライド』を基にしており、『星のカービィ 夢の泉デラックス』に合わせるためかカービィの友達としてワドルディとブルームハッター、キャピィ、スカーフィの4人がカービィの友達として、デデデ大王の部下としてポピーブロスJr.がデデデ大王の部下として登場している。
「そんなこんなで〜」と話を早めることが多い。

## ストーリー
ストーリーは毎回1話完結。プププランドを舞台にカービィとデデデ大王、ワドルディたちが日常生活でドタバタ騒動を繰り広げる。

## 登場キャラクター

### メインキャラクター
カービィ
本作の主人公。宇宙一の能天気者。勿論ボケ役だが、本人もそれなりに酷い目に会うことが多い。食べることと歌うことが大好き。食べ物の中でも特にリンゴが大好きで、食べ物の中で嫌いなものは特に無い。歌は下手で、みんなからは嫌がられており、プププランドの住人からは「酷い歌、耳が腐る」と酷評されるほど。しかし、本人は自画自賛しており、密かに歌手を目指している。また、レパートリーも増やそうとしている。なお、歌はデデププのように好きな歌を歌っておらず、「ギョヘ〜〜ッ」で統一している。特技はコピー能力。
基本的に悪戯好きなトラブルメーカーで、ワドルディたちやデデデ大王にたびたび悪戯を仕掛けることが多く、雨季の際、デデデ大王の「何か出そうで不気味」の言葉を聞いてデデデ大王を怖がらせようと企んだ事もあった。一方で畑を滅茶苦茶にされて不貞腐れたスカーフィに反省を込めた料理をご馳走したり、無理なダイエットでやつれてしまったデデデ大王に柏餅をあげて元気付けてあげたりなど友達思いで優しい一面も併せ持っている。ナレーションに「出したものは出しっぱなし、食べたものは食べっぱなし」と称されるほどの散らかし屋で掃除や片付けはほとんどブルームハッターに任せているほか、地道な清掃も苦手らしく、デデデ城やプールの掃除の際、楽して掃除が出来るようにコピー能力の「トルネイド」で掃除するという横着な清掃をするが、逆に滅茶苦茶にしてしまってブルームハッターたちに怒られ、結局は地道に掃除することもしばしば。
デデデ大王
プププランドの自称大王。カービィのライバル兼友人で、巻き込まれ型のツッコミ役である。フグのように空を飛んだりすることができる。基本的に短気でケチな性格だが、部下たちにお年玉をあげるために神主に変装して初詣に来たカービィたちに偽お御籤（中身が全部「凶」）を引かせ、厄払をした後に請求書を書かせてお金をちょろまかそうとしたり、デデデ城を掃除してくれたお礼にカービィたちに差し入れを上げたりなど、部下・友達想いな一面もある。クリスマスは部下に任せたり、大晦日は「城が汚くても年を迎える」と断言するなど面倒臭がりな所もある。また、妙に心配性なところもありカービィにどんな起こされ方をされるかで一睡もできず不眠症になったこともある。
体はとても丈夫で、爆発に巻き込まれても気絶する程度だが、右腕を骨折したことがある他、風邪を拗らせたことがある。花粉症持ちでもある。冬は布団に引きこもることがあるが、雪が積もらないことに不満を溢すなど根っからの寒がりではない模様。
金持ちであるが、カワサキ堂の請求書と修理代を見て「たとえ金持ちでもこんな高額な金は持っていない」と言っていたので、そんなには金持ちではないことが窺える。書類に印を押す仕事をしている。また、住人からはデデデがガウンを着ているのが一般的だと思われており、彼がガウンの代わりにTシャツを着用した際は「大王様がそんな格好をするわけがない」として彼が大王であることを信用してくれず、別人同然に扱われた。夏祭りで「デデデまんじゅう」を作ったが、餡子の味が試食したカービィも顔をしかめるほど不味かった模様。
本作におけるカービィによる悪戯や騒動の最大の被害者で、一部の話ではオチとして1コマのみ登場する時、カービィによって悲惨な目に合うことも多く、一度カービィに彼の私生活の自由研究のターゲットにされたこともある。また、彼が直接登場しない話でも何かしらの形で登場することがある。愛車は「ウィリーバイク・デデデカスタム」。一人称は「わし」または「おれ様」。
ワドルディ
カービィの友達。5人と比較して常識的な考えの持ち主で、性格も大人しい。主にカービィたちのツッコミ担当だが、まれにカービィと変な二人芝居を行ったり、毒舌やブラックジョークを吐くこともある。トロッコを愛車としている（3台持っている）。
ブルームハッター
カービィの友達。綺麗好きかつまじめな性格のしっかり者で5人を冷静にまとめる保護者的存在。特に綺麗好きに関しては趣味と称するほど（カービィたちからは「変な趣味」と呆れ果てた他、スカーフィからは「綺麗好きなのは箒をいつも持っているから」と呟かれている）で、汚れた場所は放置しておけず、寧ろワクワクする性質であり、時には綺麗好きが暴走してカービィたちから辟易されることもある。また、芸達者な一面もあり、ドラムのばちや墨をつけた箒、リボンを持たせると趣味が変わる（ただし、鏡を持たせると女装したような顔になる（その顔はカービィたちが絶叫するほど不気味なものだった））。5人の中では唯一一人称が「私」の人物で口調も丁寧（連載初期は普通の口調だった）。
知識力もなかなかのもので、特に節分に関する豆知識をカービィたちに教えている。帽子は常に肌身離さず被っており、中はどうなっているのかは不明（本人もよほど中身を知られたくないのか、カービィに「友達のよしみ」と言う理由で帽子を紛失したキャピィの帽子の代わりにされそうになった時はうろたえながらそれを拒んだ他、帽子が強風で飛ばされないようにロープで縛ったことも）。
スカーフィ
カービィの友達。カービィに並ぶ悪戯好きで感情豊かなやんちゃ者で、カービィと組んでデデデに悪戯をしたり、カービィに悪戯を吹き込むことが多い。5人の中ではかなり肝の据わった性格の持ち主で、デデデにちょっかいを出したり、皮肉を言ったり理不尽な行動を執る（虫歯になったデデデ大王の左の頬を突付くなど）こともある。八重歯がチャームポイント。
農耕を趣味としており、秋には作物を収穫しカービィたちに振舞うほか、耕作・栽培に関する知識がかなり豊富。また、5人の中では唯一手がないため、物を持つ際は口や耳を使う。
ゲームとは違い、怒っても一つ目にはならない。
キャピィ
カービィの友達。おしゃれな性格で、いつも帽子をかぶっている。
帽子はナイトキャップとしても兼任しているようで、夜にこれを被っていないと安眠できない。また、オリジナルのキノコの笠のようないつもの帽子（そのためか作中ではキノコに紛れ込んだり、キノコと間違われる度に「ぼくはキノコじゃないよ!!」と怒るが多々ある。しかし、松茸を調理するワドルディを見て、「とても他人（友達）とは思えない」と青ざめながら呟いていた）の他に、パラソルの模様をした雨天用や、ハートや星、色違いの斑など違う模様の帽子も持っている。
新年を迎える時はイメチェンしようとしたが、カービィたちに「それでは誰なのか分からない」とつっこまれた。
ポピーブロスJr.
デデデ大王の一番の部下。ワドルディに並ぶ常識人で、ツッコミ役の一人。性格は基本的に礼儀正しい。一人称は「わたし」で、分け隔てなく丁寧語を用いる。
デデデ大王が寝っぱなしの時は叱ることもあった。デデデ大王に口答えされると絶句することもしばしば。

### その他のキャラクター
ウィスピーウッズ
ベジタブルバレーに住んでいる。初登場時はデデデ大王の手下として登場し、デデデ大王の言いつけでスターロッドを所持し、リンゴを分けてもらいに来たカービィを攻撃するが、カービィによって倒されスターロッドを取り返されてしまった。
カービィとブルームハッター、スカーフィ、キャピィの計らいにより、スカーフィに変装したカービィにリンゴを全部食べられ、みんなにクリスマスツリーにされたことがある。また、壊れたワドルディのトロッコを直すために自身の枝を分けてあげたこともある。
尚、『3』同様、根っこを引き抜いて移動する。
ペイントローラー
初登場時はデデデの手下として登場。再登場した際は雪が降ってほしいというデデデとカービィの呼びかけに登場した自称「さすらいの絵師」。描いた絵を現物にするが、何故か雪をうまく書くことができず（綿のような雪だったり、砂のような雪だったりなど）、仕舞いにはカービィに「ヘタクソ」呼ばわりされる始末。
妙に気取った性格で、少し気障りな喋り方が特徴。
Mr.ブライト/Mr.シャイン
Mr.ブライトはプププランドを照らす太陽のような存在で、Mr.シャインが夜Mr.ブライトに代わって夜道を照らす月のような存在。初登場時はデデデ大王の手下で、スターロッドを持っていた。
コックカワサキ
プププランドの料理人で、レストラン「カワサキ堂」の店主。語尾に「〜ネ」をつける。
ワドルドゥ、ブロントバート、スパーキー
プププランドの住人。食事代およびカワサキの店の修理代を稼ぐために路上ライブを行ったカービィの歌を聴かされる羽目に遭い、彼の歌を止めるために食べ物を渡した。
ウィリー
プププランドを走り回っている自動車のような存在。後述のグランドウィリーという亜種がいる。他にもワドルディのトロッコの改造パーツとして使用されたことがある。
スクイッシー
プププ神社の神主や焼き鳥屋の店主、プププ歯科の医者をしている。
チリー
募金や天気予報士をしている。
ペンギー
カービィが「アイス」をコピーする際に登場するほか、トラックの運転手としても登場している。
カイン
デデデ大王の夏服として登場し、デデデに「涼しい以前に服じゃないだろ!」とツッコまれた。
マドゥー
七夕にデデデ大王の願いを叶えに来るが、殆どがカービィによる誤字脱字（デデデ大王が右腕を骨折したため、代わりにカービィに書かせたもの）だったため、夢の中であったもののデデデは悲惨な目にあった。
グランドウィリー
大型のウィリー。一度はクリスマスの思い出の無いデデデを励ますためにトナカイになったことがある。
フレイマー
ブルームハッターが食糧を入れたとたんになくなってしまう冷蔵庫の仕掛けを暴く際に使われた（勿論、冷蔵庫から飛び出たのはカービィで、デデデを怖がらせるための芝居だった）。
Mr.チクタク
デデデ大王の目覚し時計のような存在。1コマのみ登場した。
スターマン
彼のマントがワドルディのトロッコの改造パーツにされていた。
ボンバー
カービィが「クラッシュ」をコピーする際に使用されたり、ワドルディのトロッコの改造パーツになっていたりする。
ニードラス
バレンタインチョコ作りでカービィがロシアンルーレット風のチョコの中身のみ登場した。

## 作中に登場する主な用語

### 主な建物や地名・乗り物
カービィの家
カービィとワドルディ、ブルームハッターとキャピィ、スカーフィが住んでいるドーム型の屋根の家。
デデデ城
デデデ大王とポピーJr.が住んでいる城。尚、汚くても正月を迎えるらしい（本人曰く「大掃除!?そんな面倒なことするか!!たとえ汚くても正月はやってくるし〜」とのこと）。
デザインはアニメ版や谷口あさみの星のカービィのデデデ城に若干似ている。
夢の泉
スターロッドが置かれている泉。カービィがスターロッド集めを放棄したため、以降の登場は無い。
カワサキ堂
コックカワサキが営んでいるレストラン。
プププ神社
カービィたちが初詣の際ここに訪れた神社。スクイッシーが神主を務めている。ちなみに、鳥居の狛犬がギップである。
プププ商店街
プププランドの商店街で、八百屋や焼き鳥屋、魚屋などの店がある。アニメ版に於けるププビレッジに共通する点が多い。
プププ歯科
スクイッシーが勤めている歯医者。デデデ大王は虫歯になった際カービィたちにここに連れてかれ、治療を受けた。
ベジタブルバレー
ウィスピーウッズが住んでいる自然豊かな平野。
プププ海岸
プププランドにある海岸。カービィたちは海水浴をする際ここに来ている。
プププ山
プププランドにある山。ここでは夏祭りと花火大会が行われた。尚、デデププやも〜ププでもこの名前と同じ山がある。
ワープスター
カービィの乗り物。本作の出番は少ない。
トロッコ
ワドルディの愛車。一度は無理な改造で大破したことがある。実は、3台も持っている。
ウィリーバイク・デデデカスタム
デデデ大王の愛車。1コマのみ登場した。
箒
ブルームハッターがいつも持っているが、またがる事で乗り物として利用している。

### 主なアイテム
スターロッド
棒の先に小さい星が付いたものでプププランドの宝。様々な願いをかなえられる力がありデデデ大王に盗まれる。カービィはそれをまじめに集めていたが、Mr.ブライトとMr.シャインからスターロッドを取り返した後で集めるのをやめてしまった。本作ではあまり登場していない。
マキシムトマト
真ん中に「M」の字が書かれたトマト。カービィの大好物で、食べると体力が回復する。
リンゴ
カービィの大好物。ウィスピーによく実っている。
かしわもち
ダイエットでやつれてしまったデデデ大王に食べさせたもち。カービィは「かしわもちを食べてニコニコのデデデ大王が大好き」と元気付けた。デデデ曰く「ダイエットしろと言ったのはこいつらだったような…」
おにぎり爆弾
カービィが「爆弾おにぎり」を間違えて作ってしまったおにぎりのような形をした爆弾。
造花
花粉症になったデデデ大王のためにプレゼントした桜の模型。これを使って花見を楽しんだ。
デデデまんじゅう
デデデ大王が夏祭りの際に作ったまんじゅう。しかし、味は不味い。